# オレリー・フィリペティ
オレリー・フィリペティ（フランス語: Aurélie Filippetti、1973年6月17日 - ）は、ムルト＝エ＝モゼル県ヴィルリュ生まれのフランスの女性政治家、作家。イタリア人の労働移民の家族に生まれた。父アンジェロ・フィリペティは共産党所属でモゼル県のオダン・ル・ティシュ市長になり、在職のまま1992年に死去している。現在リヨン高等師範学校に改名したグランゼコールを卒業した後に、古典文学のアグレガシオン（フランスの1級教員資格）を合格し、パリ近郊の中学校及び高校で教えた。
政治活動は2000年の緑の党入党ではじまる。だが、2006年に翌年の国会下院総選挙の候補提案の否定を受け、脱党し、最大野党であった社会党を入党し、2007年大統領選挙に際してセゴレーヌ・ロワイヤルのキャンペーン・チームに加わった。2009年欧州議会総選挙にて、パリを含むイル・ド・フランス選挙区の社会党名簿において第三位を占めたが、2006年に脱党した緑の党の名簿の進歩などのため当選できなかった。
2012年大統領選挙において、フランソワ・オランドを支持、彼が当選した後に文化・通信大臣として入閣した。エロー首相に望まれる内閣の正当化を契機にモゼル県で国民議会総選挙を挑戦し、2012年6月に当選した。
第二次マニュエル・ヴァルス内閣の閣僚アルノー・モントブールとパートナー関係にあり、2015年9月に1子をもうけている。